# Wiata musica
Wiata musica är en insektsart som beskrevs av Irena Dworakowska 1981. Wiata musica ingår i släktet Wiata och familjen dvärgstritar.
Artens utbredningsområde är Sudan. Inga underarter finns listade i Catalogue of Life.